# Diane de Bournazel
Pour les articles homonymes, voir Bournazel.
Diane de Bournazel, née à Paris en 1956, est une peintre et illustratrice française.

## Biographie
Née à Paris en 1956, Diane de Bournazel grandit à Toulouse, en Grande-Bretagne et en Italie. Après des études d'art et de droit, elle décide dès 1975 de se consacrer à l'art. Influencée par Ernest Pignon-Ernest, elle commence par réaliser de grands portraits dessinés d'après photographie puis évolue vers l'abstraction où l'on perçoit l'influence de Paul Klee et Nicolas de Staël. En 1985, elle s'installe une première fois en Corrèze. En 1990, elle déménage à Paris où elle est confrontée au manque de temps et d'espace. Elle commence alors à travailler les formats miniatures et c'est à partir de là que surgit un style personnel dans ses carnets remplis de dessins à l'encre ou à l'aquarelle. En 1995, elle rejoint à nouveau la Corrèze et poursuit son œuvre de peintre, d'illustratrice et de graveuse. Elle conçoit des livres d'artistes en utilisant diverses techniques : aquarelle, encre, découpage, collage. Depuis les années 2000, ces livres uniques sont présents dans de nombreuses collections publiques en France et à l'étranger. Elle réalise aussi des sculptures, peintures, dessins, peintures sous verre, tapisseries. Elle a reçu en 2013 le 3e prix de l'Appel à création contemporaine du Musée de la Tapisserie d'Aubusson pour son projet Bordure de bois qui a été réalisée par l'Atelier A2 en 2014.
Diane de Bournazel a travaillé aussi dans le domaine de l'illustration jeunesse pour les éditions Gallimard Jeunesse et l'École des loisirs.
Grande lectrice de poésie, elle illustre les poètes contemporains francophones publiés aux éditions Al Manar, comme Vénus Khoury-Ghata, Marie Huot, Laurent Albarracin ou encore Werner Lambersy.
L'écrivain et poète Bernard Manciet lui consacre un poème Diana.
Dans la revue Europe, le poète et critique Michel Ménaché célèbre son inventivité  dans l'illustration de la poésie : « Diane de Bournazel, artiste chez laquelle les poètes sont accueillis, accompagnés, assemblés, enluminés, mis en espace, avec patience et passion… » .

## Expositions collectives
- 2010 "Jardins d’enfance. Livres d’artistes et dessins originaux"[5], bibliothèque Louis-Nucéra, Nice
- 2010 "Trésors de la collection jeunesse"[6], Bibliothèque francophone multimédia, Limoges
- 2011 "Contes de fées"[7], galerie Loin de l’œil, Gaillac
- 2017 "Fantasque fantastique"[8], abbaye de Beaulieu-en-Rouergue, Ginals

## Principales collections
- Bibliothèque nationale de France, Paris
- Bibliothèque Forney, Paris
- Bibliothèque francophone multimédia de Limoges
- Bibliothèque municipale de Nice
- Bibliothèque municipale de Toulouse
- Médiathèque de Tulle
- Université de Leeds, Royaume-Uni
- Université d'Édimbourg, Écosse
- Boston Athenaeum, États-Unis
- San Francisco Center for the Books, États-Unis

### Œuvres illustrées aux éditions Al Manar
- Vénus Khoury-Ghata, Six Poèmes nomades, Al Manar, 2005
- Amandine Marembert, Un petit garçon un peu silencieux, Al Manar, 2010
- Marie Huot, Visite au petit matin, Al Manar, 2011
- Marie Huot, Une Histoire avec la bouche, Al Manar, 2012
- Amandine Marembert, Les Cerises ne sont pas des lèvres, Al Manar, 2014
- Werner Lambersy, In angulo cum libro, Al Manar, 2015

### Œuvres illustrées pour l'édition jeunesse
- Diane de Bournazel, Les Larmes d'Emma, École des loisirs, collection Pastel, 2004.
- Diane de Bournazel, C'est comme çà chez moi... le soir, École des loisirs, collection Pastel, 2005.
- Diane de Bournazel, C'est comme çà chez moi... les vacances, École des loisirs, collection Pastel, 2005.
- Jacinthe Hirsch, Les Bourlottes, Gallimard Jeunesse, 2008.